# Полиция Северной Македонии
Поли́ция Северной Македо́нии (макед. Полиција на Северна Македонија, алб. Policia e Maqedonisë së Veriut) — правоохранительный орган Северной Македонии, подчинённый Министерству внутренних дел.
Задачами полиции являются: пресечение, выявление и расследование преступлений, защита людей и имущества от противоправных посягательств, уголовный розыск подозреваемых, охрана общественного порядка, обеспечение безопасности на дорогах, контроль и защита государственной границы.

## История
Нынешняя полиция создана в 1992 году после распада Югославии на базе прежней югославской милиции. Полицейские подразделения принимали активное участие в подавлении волнений северомакедонских албанцев в 1997 году и в конфликте 2001 года.

## Структура
|  | Русское название                      | Оригинальное название                 |
|  | ------------------------------------- | ------------------------------------- |
|  | Пограничная полиция                   | Гранична полиција на Македонија       |
|  | Озёрная полиция                       | Македонска езерска полиција           |
|  | Дорожная полиция                      | Сообраќајната Полиција                |
|  | Вертолётное подразделение             | Хеликоптерска единица                 |
|  | Отряд быстрого реагирования «Львы»    | Единица за брза интервенција «Лавови» |
|  | Отряд специального назначения «Тигры» | Единица за специјални задачи «Тигар»  |
|  | Силы быстрого реагирования            | Единица за брзо распоредување         |
|  | Группа специальной поддержки          | Посебна единица за поддршка           |

## Галерея

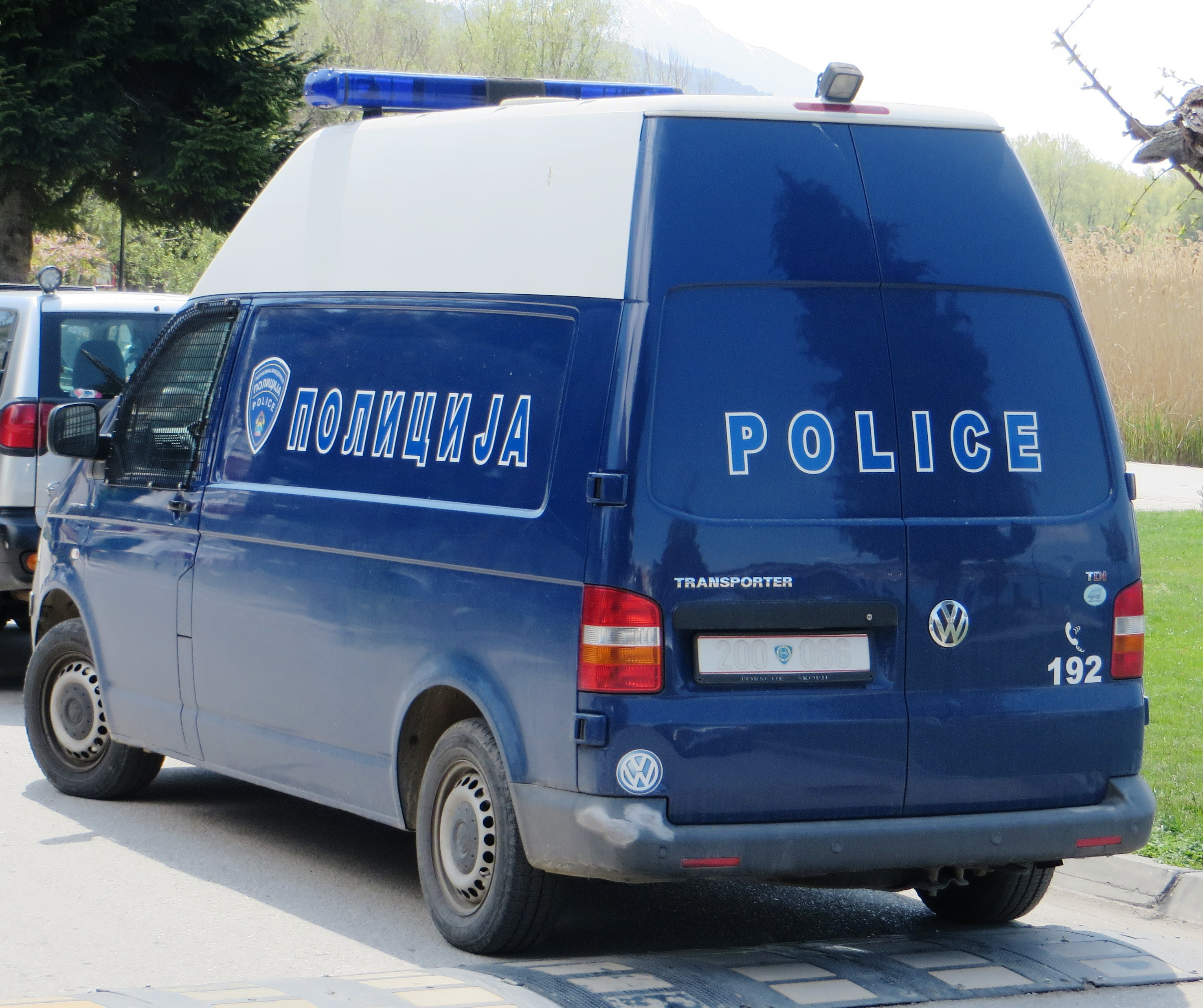
Автомобиль Volkswagen Transporter
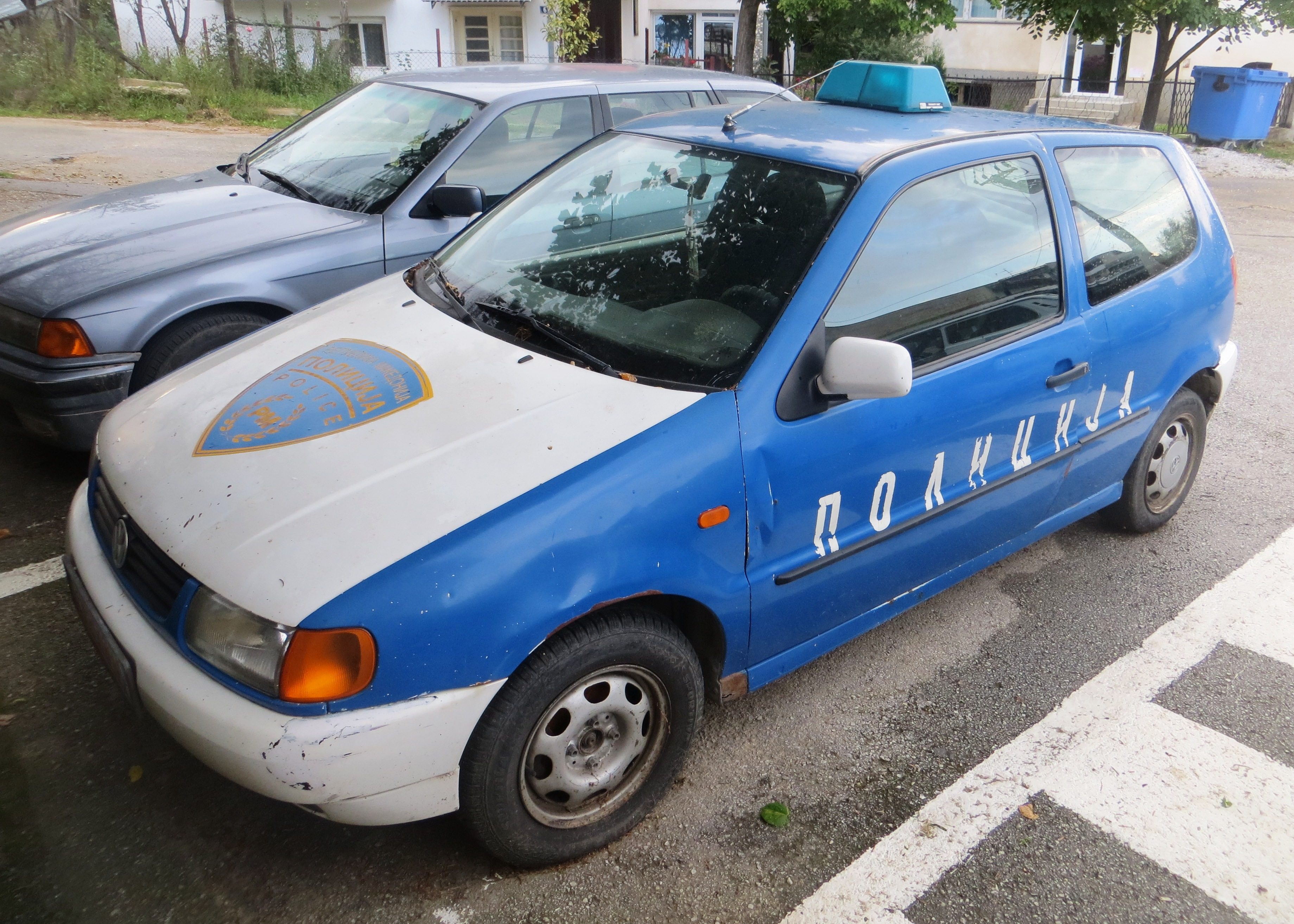
Автомобиль Volkswagen Polo
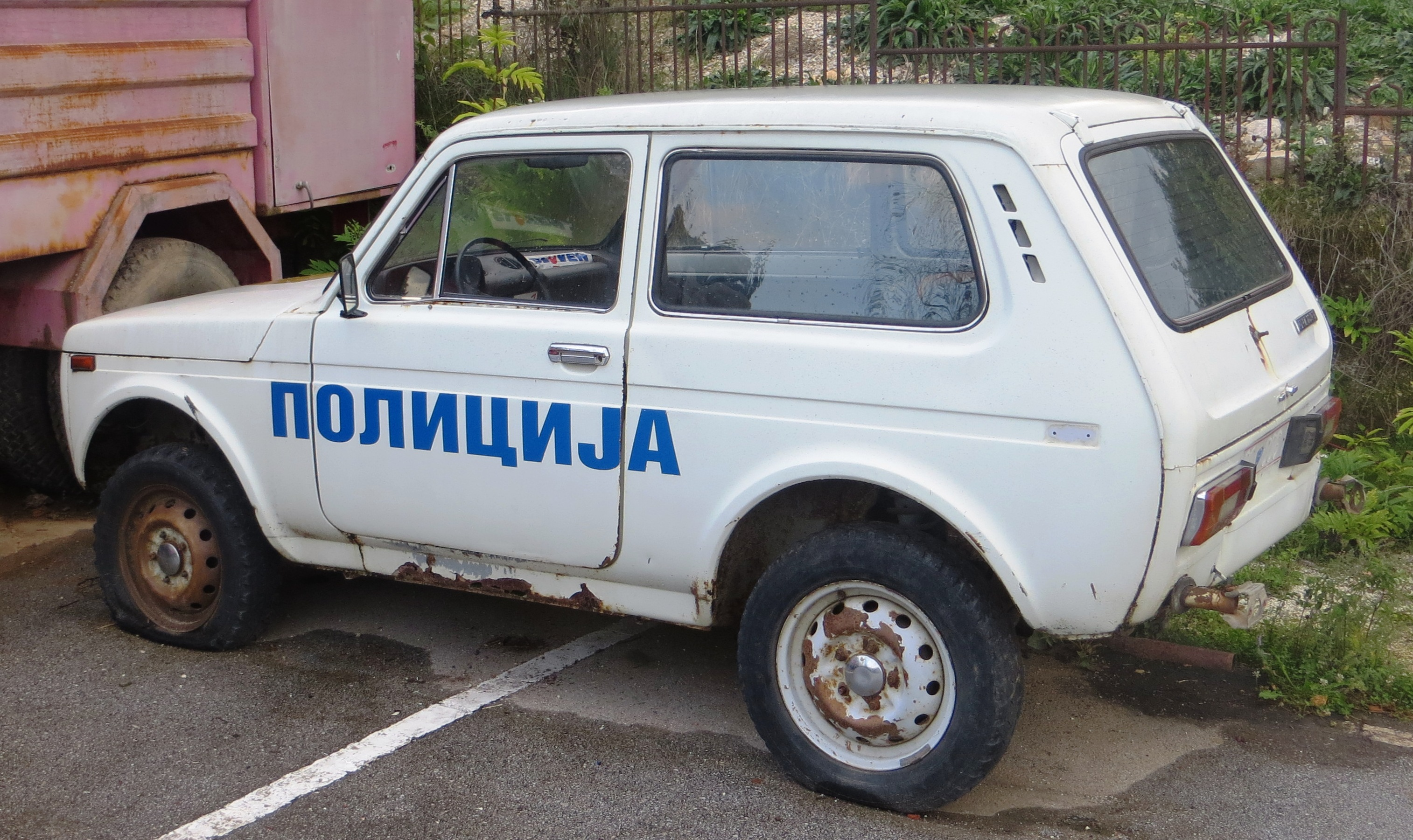
Автомобиль ВАЗ-2121 «Нива»
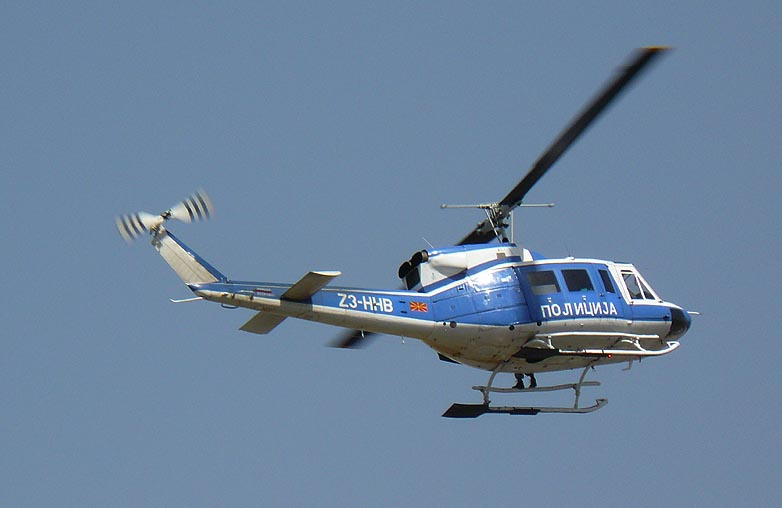
Вертолёт Bell 212
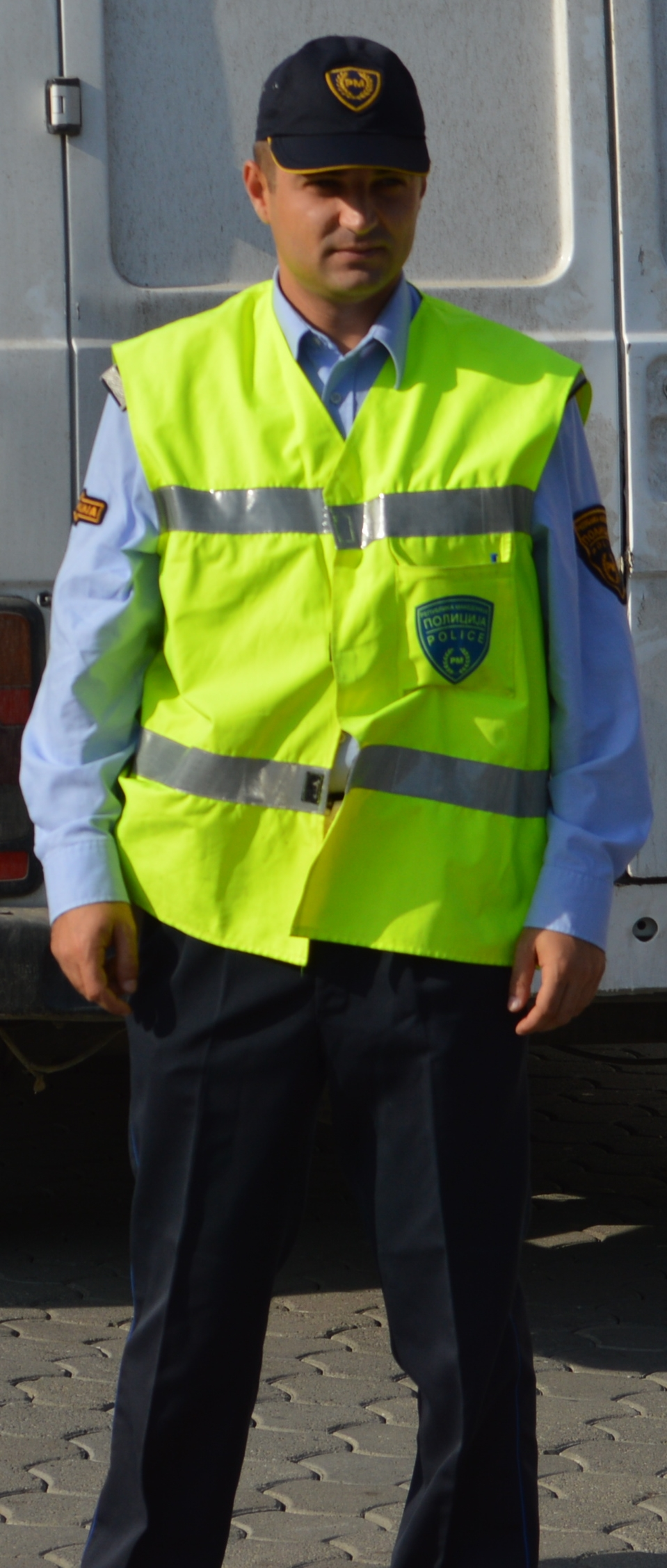
Дорожный инспектор
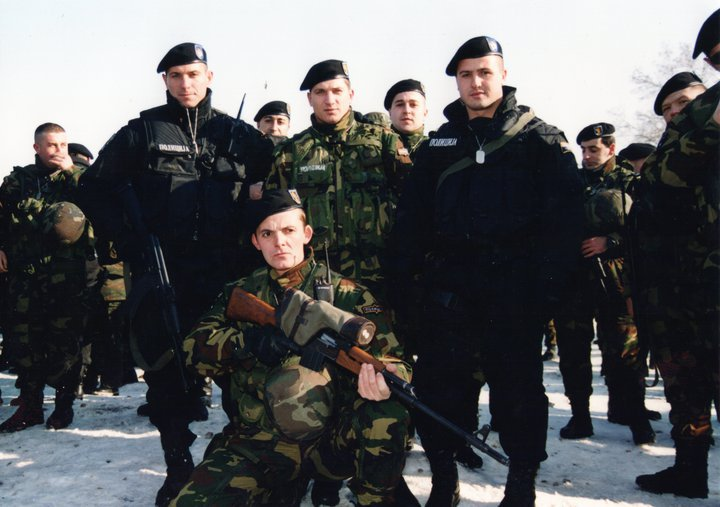
Полицейский спецназ (2001 год)
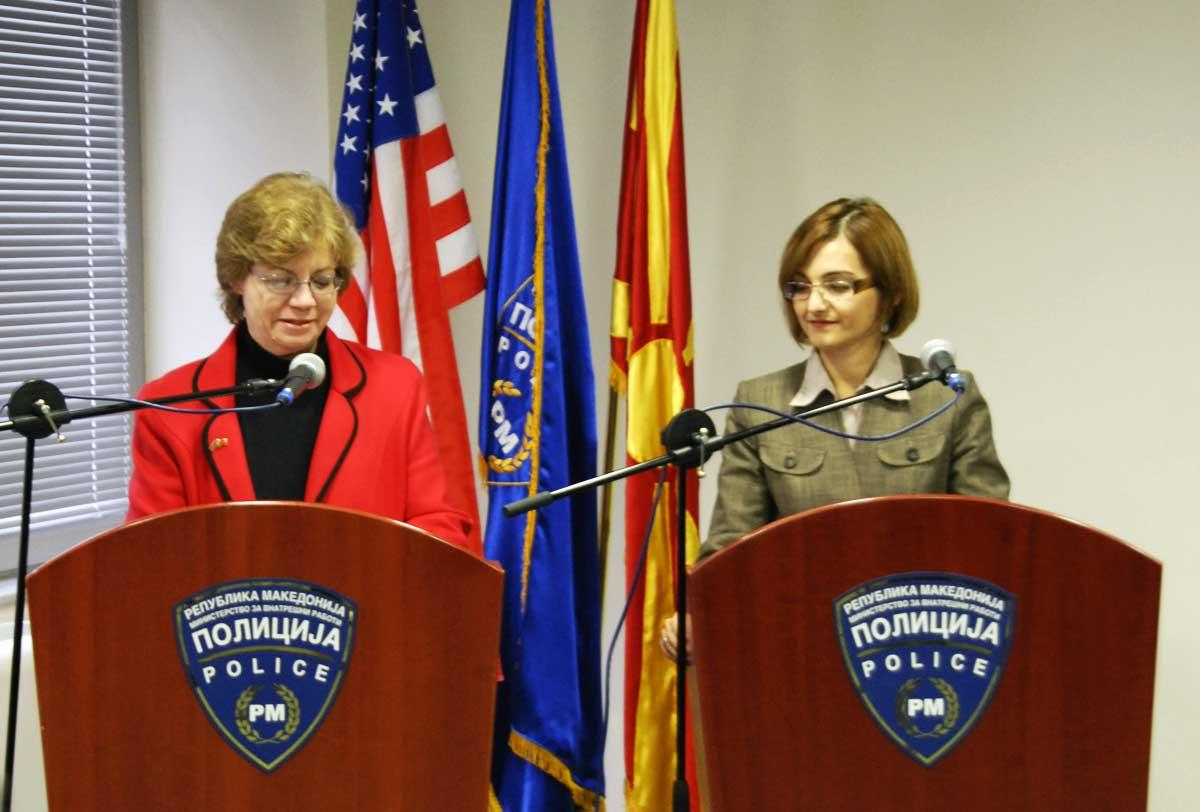
Глава МВД Гордана Янкулоская (справа) с послом США в Македонии Джилиан Милованович (2007 год)